# Campagnes de Luchuan–Pingmian
Les Campagnes de Luchuan–Pingmian (chinois : 麓川 平 緬 戰爭 ; pinyin : Lùchuān Píng Miǎn Zhànzhēng) (1436–49) sont des expéditions punitives menées par la dynastie Ming sous le règne de l'empereur Zhengtong contre l'État Shan du Mong Mao, à la frontière entre la Birmanie et le Yunnan.
Luchuan-Pingmian est le nom d'une commission de pacification militaire et civile chinoise localisée à la frontière birmane, correspondant à peu près aux actuels Xians de Longchuan et de Ruili, y compris une partie des monts Gaoligong, le long du cours supérieur du Shweli.

## Situation avant le conflit
Un an après l'Intervention de la dynastie Ming au Mong Mao, Si Lunfa meurt et une nouvelle génération d'élites arrive au pouvoir au Mong Mao. Son fils Si Xingfa, ainsi que Dao Hun et Dao Cuan, mènent des raids de courte durée dans le territoire Ming, avant que les représailles militaires de la garde du Yunnan ne les obligent à arrêter. Le territoire du Mong Mao est divisé en cinq nouvelles divisions administratives, ayant chacune leur propre Tusi. Par la suite, Si Xingfa se met à envoyer chaque année un tribut a la Cour Impériale Ming, jusqu'à ce qu'il soit démis de ses fonctions en 1413 pour ne pas avoir observé les cérémonies d'hommage appropriées, et avoir offensé un envoyé impérial. Son frère Si Renfa lui succède.
Au cours des 20 années suivantes, de 1413 à 1433, le Mong Mao, le royaume d'Hsenwi et le Royaume d'Ava déposent régulièrement des plaintes auprès des Ming concernant des incursions d'États voisins. Cependant, aucune mesure n'est prise, si ce n'est d'envoyer des représentants impériaux auprès des différents royaumes pour les persuader de cesser d'empiéter sur les territoires de leurs voisins.
En mars 1436, Si Renfa demande une exonération de 2 500 Taels de taxes, soit le montant des arriérés du Mong Mao. L'empereur Ming Yingzong approuve cette demande, malgré les objections de ses fonctionnaires.
En novembre 1437, Si Renfa attaque le Tusi de Nandian et annexe son territoire. Ce Tusi adresse une requête a la Cour des Ming, pour demander de l'aide en vue de la restitution des terres qui lui ont été confisquées par le Mong Mao. Le commandant régional du Yunnan, Mu Sheng, est prié de mener une enquête sur cette affaire. Son rapport arrive le 28 juin 1438, dans lequel il indique clairement que le Mong Mao avait "envahi à plusieurs reprises Nandian, Ganyai, Tengchong...Lujiang, et Jinchi". Un autre rapport arrive le 14 juillet 1438, indiquant que le souverain du Mong Mao avait "nommé (a des postes officiels) des chefs locaux des régions voisines qui lui étaient subordonnés sans demander l'approbation de la Cour Ming et que certains de ces hommes avaient uni leurs forces aux siennes pour envahir Jinchi".
En préparation d'une expédition punitive, la Cour Ming envoie un édit impérial au Hsenwi, demandant leur aide pour encercler le Mong Mao.
La stratégie de diviser pour mieux régner a donc échoué à la frontière entre le Yunnan et la Birmanie. Plutôt que de faciliter la gestion des peuples Tai et Shan, elle a balkanisé la région et contribué au chaos endémique et à la guerre qui sévit entre les divers Tusis que les Ming ont créés. En 1438, un total de 199 postes de Tusi sont abolis et le commandant régional du Yunnan, Mu Sheng, reçoit l'ordre de mener une campagne punitive le 8 décembre 1438.

## Première campagne (1438-1439)
La première expédition punitive est menée par Fang Zheng, Zhang Rong, Mu Sheng et Mu Ang.
Mu Sheng, Mu Ang et Fang Zheng atteignent le 8 décembre 1438 la ville-garnison de Jinchi, qui est située à l'est de la rivière Salouen. Ils se retrouvent face aux défenses de Si Renfa, qui a fait construire des murs et des palissades de l'autre côté de la rivière. Mu Sheng tente de négocier la reddition de Si Renfa et envoie le commandant Che Lin pour essayer de trouver un compromis. Si Renfa accepte les conditions, mais son général Mianjian tente de défier les troupes Ming. Voyant que Mu Sheng n'a pas l'intention de se battre, Fang Zheng, exaspéré, passe sur l'autre rive de la rivière pendant la nuit avec ses troupes et son fils Fang Ying et inflige une défaite à leurs ennemis, les forçant à battre en retraite. Si Renfa se retire jusqu'aux murs et palissades érigés à Jinghan, tandis que ses troupes s'enfuient jusqu'aux monts Gaoligong.
Le 17 janvier 1439, Fang Zheng attaque la palissade de Si Renfa et le force à battre en retraite plus au sud, tout en le poursuivant. Cependant, à ce moment-là, ses troupes sont épuisées et ses lignes de ravitaillement, coupées. Il demande des renforts, mais Mu Sheng n’envoie qu'un petit nombre de soldats, car il est en colère depuis que Fang Zheng a désobéi aux ordres pour lancer son attaque nocturne. Isolé et sans ravitaillement, Fang Zheng est vaincu à Kongni après avoir continué à poursuivre Si Renfa, et "tombe dans une embuscade de la phalange d'éléphant de son ennemi", où il ordonne à son fils de s'échapper, avant de mourir avec ses troupes.
Après avoir appris la défaite de Fang Zheng, Mu Sheng démantèle ses camps et se retire à Baoshan alors qu'approche de la fin du printemps et le début des chaleurs estivales. Quand Mu Sheng arrive à la ville de Chuxiong, il est réprimandé par un envoyé impérial pour l'échec de Fang Zheng. Craignant que l'empereur ne lui reproche la défaite de Kongni, Mu Sheng envoie 45 000 hommes retourner combattre au Mong Mao, mais meurt peu après, le 2 mai 1439, de maladie. Encouragé par l'échec des Ming dans leur tentative de l'éliminer, Si Renfa poursuit son expansion militaire au détriment de ses voisins.

## Seconde campagne (1441-1442)
En décembre 1440, Mu Ang demande que soit lancée une deuxième campagne, impliquant une armée combinée d'au moins 120 000 hommes provenant du Huguang, Sichuan et Guizhou. Le vice-ministre de la Justice, He Wenyuan, s'oppose à une deuxième campagne et, le 7 février 1441, il demande à la Cour de ne pas gaspiller ses ressources pour s'emparer de terres "inhabitables pour nous". Le parti de la guerre, dirigé par le ministre de la Guerre, Wang Ji, et le duc de Yingguo, Zhang Fu, fait valoir qu'en laissant Si Renfa faire ce qu'il veut, on ferait preuve de faiblesse envers les royaumes voisins de Hsenwi et Ava, ce qui entraînerait une perte de prestige et favoriserait d'autres rébellions. Finalement, la deuxième campagne est autorisée par le jeune empereur Zhengtong, grâce à l'influence de Wang Zhen, un eunuque du palais .
La deuxième expédition est sous les ordres de Jiang Gui, Li An, Liu Ju et Wang Ji. Avant l'expédition, Liu Qiu, membre de l'Académie Hanlin et tuteur impérial, présente un mémoire où il s'oppose à cette campagne militaire. Liu Qiu fait valoir que les rebelles du sud se sont déjà réfugiés dans la zone la plus méridionale du Yunnan et que cela ne justifiait pas une dépense aussi importante que la mobilisation de 150,000 hommes. Wang Zhen le fait arrêter et exécuter par démembrement. La deuxième campagne des Ming à la frontière du Yunnan est officiellement lancée le 27 février 1441.
En juin 1441, un contingent Ming de 8 000 hommes engage le combat avec un petit groupe de soldats du Mong Mao et les vainc au combat, leur infligeant 150 pertes. En septembre 1441, les soldats Ming affrontent une autre armée du Mong Mao, composée de 30 000 soldats et 80 éléphants. Les Mong Mao sont repoussés et perdent 352 hommes.
Ces deux victoires chinoises ne suffisent pas à mettre fin à la guerre et en novembre 1441, une armée Ming de 20 000 soldats tombe dans une embuscade tendue par Si Renfa. Cependant, l'embuscade échoue et Si Renfa est contraint de battre en retraite, après avoir perdu 1 000 hommes. L'armée Ming poursuit les troupes Shan vaincues jusqu'à leur bastion de Shangjiang et les assiège. Lorsque les soldats chinois mettent le feu à leurs palissades, les forces de Si Renfa tentent de s'échapper par un conduit d'eau, mais ils sont attaquées par leurs adversaires et subissent de lourdes pertes. Bien que Si Renfa réussisse à s'échapper, son armée aurait perdu 50 000 soldats au total.
Les combats continuent et en décembre 1441, un contingent Ming de 8 000 hommes affronte une armée Mong Mao de 20 000 hommes, qui est vaincue. Victoire après victoire, les troupes chinoises s'enfoncent dans le territoire du Mong Mao et en janvier 1442, elles attaquent finalement la base de Si Renfa, qui tombe entre leur mains. La garnison chargée de la défense aurait subi 2 390 pertes.
Si Renfa s'enfuit au royaume d'Ava où il est arrêté par le roi. Pour le livrer, le roi d'Ava demande une rançon aux Ming, mais ces derniers sont réticents à traiter avec Ava.

## Troisième campagne (1443-1444)
Si Jifa, le fils de Si Renfa, Si Jifa, réussit à s'enfuir et s'installe dans une autre zone du sud-ouest du Yunnan. Il envoie son frère cadet Si Zhaosai auprès des Ming pour essayer d'obtenir leur pardon, tout en attaquant les troupes chinoises au début de l'an 1443. Cette attaque s’achève par un échec des troupes de Jifa, qui est forcé de fuir à Mong Yang, pendant que Zhaosai est capturé et gardé comme otage. Après cette victoire, les soldats Ming évacuent le Mong Mao en emportant leur prisonnier avec eux. Voyant que le Mong Mao n'est plus occupé, Si Jifa retourne à l'ancienne base de son père et recommence à attaquer les tribus voisines.
Cette reprise des agressions entraîne en mars 1443 l’envoi d'une troisième expédition punitive, commandée par Wang Ji. La mission de Wang est simple : capturer Si Jifa. Dans le même temps, les négociations sur le rapatriement de Si Renfa en Chine sont au point mort. En effet, le royaume d'Ava exige que les Ming lui cèdent des territoires, ainsi qu'au royaume d'Hsenwi en échange de Si Renfa. En parallèle, le roi d'Ava a fait la paix avec Si Jifa. Ainsi, lorsque l'armée chinoise réussit à vaincre Jifa et capturer sa famille, ce dernier réussit à s'échapper vers le Mong Yang, tandis que les soldats Ming doivent renoncer à le poursuivre car ils sont la cible d'une attaque combinée Ava-Hsenwi.
Un compromis est finalement trouvé entre l'Ava et la dynastie Ming en avril 1445 : le roi d'Ava accepte de remettre Si Renfa aux autorités chinoises en échange du soutien pour annexer une partie du territoire du Hsenwi. Si Renfa fut remis aux autorités chinoises en août 1445 et exécuté en janvier 1446.

## Quatrième campagne (1449)
Après sa défaite de 1444, Si Jifa envoie à plusieurs reprises des tribus à la Cour impériale Ming pour essayer d'obtenir son pardon, mais en vain.
En mars 1449, la Cour impériale rassemble une armée forte de 150 000 soldats, et lance la quatrième et dernière campagne visant à mettre fin à la menace Mong Mao. C'est à nouveau Wang Ji qui reçoit le commandement des troupes.
L'armée marche rapidement sur le Mong Yang, où se trouve Si Jifa, et s'empare des différents forts et fortifications du royaume. Cependant, Si Jifa réussit à s'échapper une fois de plus, et la campagne s’achève sans que les Ming n'obtiennent de résultats concluants, l'élite Shan au pouvoir étant autorisée à rester au Mong Yang, à la condition de ne jamais retourner au Mong Mao. Les sources ne sont pas d'accord sur la façon dont Si Jifa est mort. Une source affirme qu'il est mort au combat en 1449, une autre dit qu'il a été capturé par le roi d'Ava et fait prisonnier pour être échangé contre des terres des Ming, et une chronique Shan affirme qu'il a régné pendant encore cinquante ans. Ce qui est sûr, c'est qu'alors que le Mong Mao avait été vaincu et pacifié, Si Hongfa, le fils de Si Jifa, a continué à régner sur le Mong Yang et que ses successeurs ont finalement envahi le royaume d'Ava en 1527. Ainsi, dans la pratique, la famille de Si Lunfa a survécu en tant que souverains de l'État voisin de Mong Yang, et ont régné en étant étroitement observés par les Ming.
La quatrième campagne a également été marquée par un manque de discipline, une administration inefficace et une mauvaise gestion des ressources. Le premier jour de mobilisation, les 150 000 hommes de l'armée ont commencé à marcher tous en même temps, et beaucoup ont été piétinés à mort. Les approvisionnements alimentaires ont été mal gérés. Leur transport a été attribué à des porteurs devant supporter une charge disproportionnée par rapport à leur propre poids, et il n'existait aucun plan approprié pour leur distribution. Certains soldats se sont suicidés à cause des conditions de vie qui prévalaient dans l'armée lors de cette campagne.

## Conséquences des quatre campagnes
Comme l'observe l'historien Wang Gongwu :
« Cette guerre a eu des conséquences désastreuses pour l'État Ming, elle a perturbé l'économie de toutes les provinces du sud-ouest qui ont été impliquées dans l'envoi d'hommes et de fournitures dans une guerre d'usure contre un petit État tribal et elle a coûté à l'État Ming le respect de ses alliés tribaux frontaliers, qui ont vu combien les armées Ming étaient inaptes et source de gaspillage. De plus, la guerre a attiré au sud des commandants, des officiers, des hommes et d'autres ressources du Nord qui auraient pu être vitales pour la défense des frontières du Nord. Il est significatif que la fin des campagnes de Lu-ch'uan au début de 1449 ait été immédiatement suivie par de vastes soulèvements tribaux et d'autres révoltes dans cinq provinces situées au sud du fleuve Yangzi Jiang et, aux frontières nord, par des défaites spectaculaires  un peu plus tard la même année qui ont pratiquement détruit les armées impériales dans le nord et conduit à la capture de l'empereur en personne par les Mongols. L'année 1449 marque un tournant dans l'histoire de la dynastie. »
Les quatre expéditions punitives dans sud et la capture de l'empereur Zhengtong lors de la crise de Tumu sont vues comme étant le tournant de l'histoire de la dynastie Ming et le début de son déclin.